# Corps Masovia Königsberg
Le Corps Masovia est le dernier corps d'étudiants allemand encore existant de l'université Albertus de Königsberg. En janvier 2001, Masovia s'est établi à Potsdam.

## Histoire

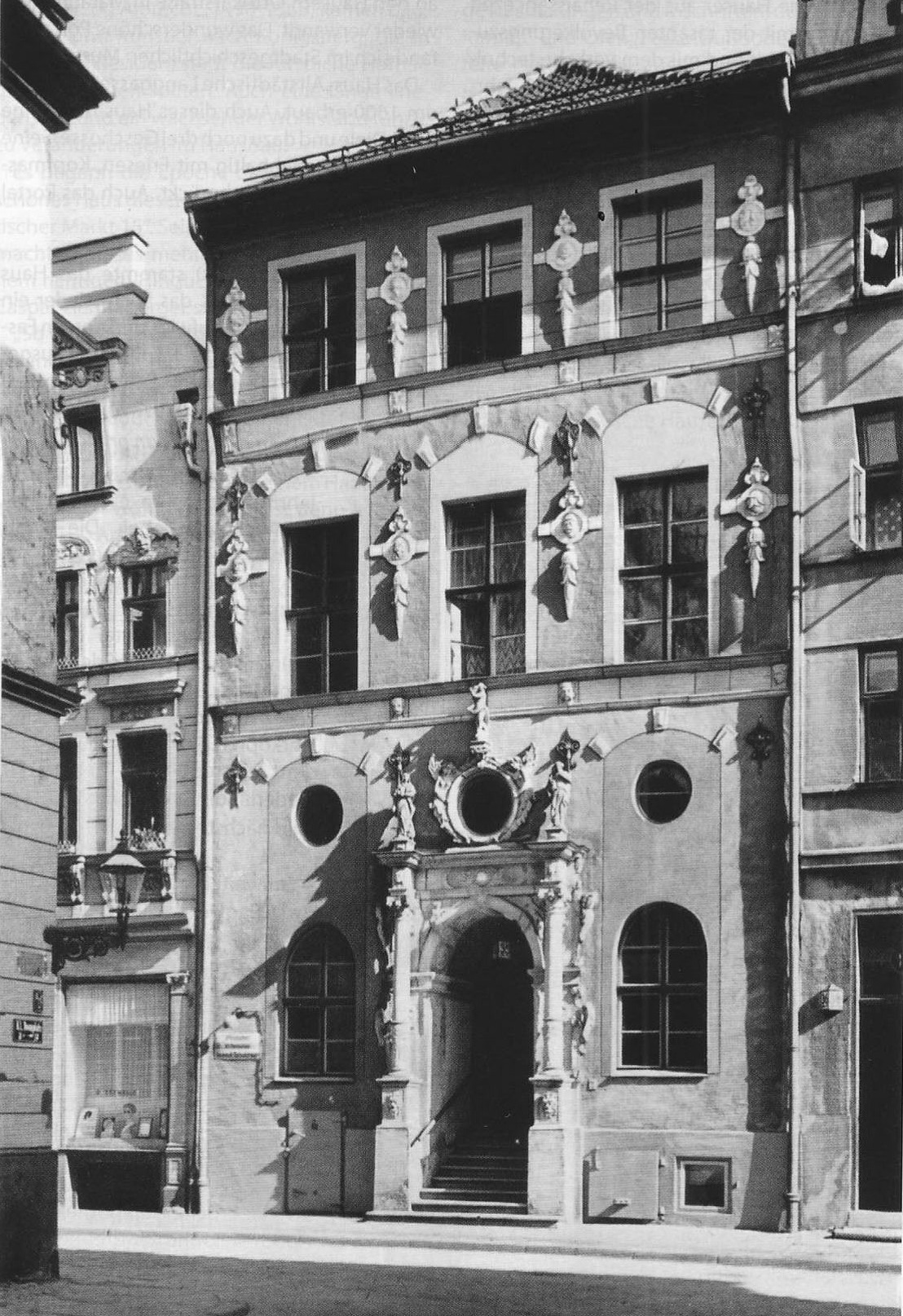
Première maison du corps à Königsberg (1889-1929)

Le Corps Masovia a été fondé en juin 1830 et a joué un rôle important à l'Université de Königsberg jusqu'en 1935. Le nom du corps est une référence à la Mazovie, la région sud de la province de Prusse-Orientale, une ancienne province du royaume de Prusse. La population de la Mazovie représentait une minorité unique: ils étaient luthériens, parlaient généralement polonais et étaient fidèles aux rois de Prusse. Les pasteurs protestants, parmi lesquels de nombreux membres du corps, ont permis de préserver cet héritage. Même après la Seconde Guerre mondiale, les habitants de Mazovie se considéraient eux-mêmes comme Allemands. 
Au XIXe siècle, la plupart des membres du corps étaient originaires de cette magnifique région pauvre et éloignée, et y retournaient. 500 membres ont été scolarisés à Lyck et Rastenburg. Les habitants de la Mazovie considéraient le Corps Masovia comme leur et ont adopté son drapeau bleu-blanc-rouge pour leur région. En 1855, Friedrich Dewischeit, un professeur de Mazovie, a composé des chants sur Masovia. Dédiés au corps, le Masurenlied, est encore l'hymne de la Mazovie.
À l'occasion du centenaire en 1930, les maires de la Mazovie ont offert au corps une bibliothèque avec les armoiries de leur 30 villes.

## Héritage prussien
En Prusse-Orientale, de nombreux pasteurs, professeurs, juges, docteurs, fonctionnaires et maires arboraient fièrement les couleurs de Masovia, c'est-à-dire bleu ciel, blanc et rouge-feu. Quinze députés de la chambre des représentants de Prusse, trois conservateurs et douze libéraux, étaient membres du corps. Deux siégeait à la chambre des seigneurs de Prusse, quatre au Reichstag. La présence de prêtres catholiques, de juifs, de français et de polonais parmi les membres illustre le large esprit de liberté de Masovia.
115 membres sont morts au combat pendant les deux guerres mondiales. Durant la Première Guerre mondiale, six ont obtenu l'ordre de Hohenzollern. Lors de la Seconde Guerre mondiale, trois ont obtenu la croix de chevalier de la Croix de fer, dont un avec feuilles de chêne. 
En 1935, Masovia a suspendu ses activités à cause des lois nazies sur la vie académique.

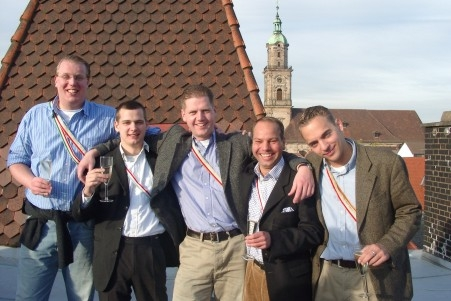
Premiers membres à Potsdam (2001)

En janvier 1950, Masovia s'est associé au Corps Palaiomarchia qui s'est fait expulser de Halle (Saale) et s'est reconstitué à Kiel. Quand il est devenu évident que cette reconstitution n'était pas formelle, Masovia s'est établi à Potsdam, pour le tricentenaire du royaume de Prusse.

## Membres
- Gustav Dodillet, député du Reichstag
- Otto Gisevius (de), administrateur de l'arrondissement d'Allenstein
- Ferdinand Gregorovius, historien, citoyen d'honneur de Rome
- Fritz Haas (de), administrateur de l'arrondissement de Calau (de)
- Jürgen Herrlein, avocat
- Paul Hensel (de), député du Reichstag
- Otto Hesse, professeur de mathématiques à Heidelberg
- Herbert Kleine (de), administrateur de l'arrondissement de Rosenberg-en-Prusse-Occidentale
- Karl von Lehndorff, député du Reichstag
- Friedrich Julius Richelot, professeur de mathématiques à Königsberg
- Otto Rosencrantz (de), président du district de Gumbinnen
- Wilhelm von Saltzwedel (de), président du district de Dantzig
- Otto Saro, député du Reichstag
- Erich Stockmann (de), administrateur de l'arrondissement de Niederung
- Arthur Zimmermann, secrétaire d'État aux affaires étrangères

## Amitiés
Le Corps entretient une variété de cartels (de) et de relations amicales. En raison de la structure de ses relations avec les autres corps, le corps Guestphalia Bonn est inclus dans le cercle bleu (de).

### Corps du cartel
- Guestphalia Jena (1921/1898) (Corps Palatia-Guestphalia (de))
- Guestfalia Greifswald (1922/1885)

### Corps ami
- Palaiomarchia (de) (1908/1902)
- Austria (1920)
- Isaria (de) (1921/1887)
- Onoldia (de) (1921/1885)
- Teutonia Marburg (de) (1930/1920)

### Anciennes relations
- Borussia Greifswald (de) (1846–1876)
- Borussia Halle (1870–1872)
- Silesia (de) (1880/81)
- Marchia Berlin (de) (1920/1843–2004)
- Lusatia Leipzig (de) (1919/1881–2012)
- Guestphalia Berlin (1880–1882)
- Marcomannia Breslau (1902–1919)
- Moenania (de) (1894–1900)
- Suevia Prag (de) (1919–1938)
- Rhaetia (de) (1919–2006)